# Campeonato Mundial Junior de Natación de 2023
El IX Campeonato Mundial Junior de Natación se celebró en Netanya (Israel) entre el 4 y el 9 de septiembre de 2023 bajo la organización de World Aquatics y la Federación Israelí de Natación.
Las competiciones se realizaron en el Instituto Wingate de la ciudad israelí.

## Resultados

### Masculino
| Evento                    | Oro                                                                                   | Plata                                                                                          | Bronce                                                                                     |
| ------------------------- | ------------------------------------------------------------------------------------- | ---------------------------------------------------------------------------------------------- | ------------------------------------------------------------------------------------------ |
| 50 m libre (07.09)        | Nikoli Blackman Trinidad y Tobago 22,35                                               | Flynn Southam Australia 22,43                                                                  | Lorenzo Ballarati · Italia · 22,47                                                         |
| 100 m libre (09.09)       | Maximus Williamson Estados Unidos 48,45                                               | Lorenzo Ballarati · Italia · 49,05                                                             | Edward Sommerville Australia 49,16                                                         |
| 200 m libre (05.09)       | Flynn Southam Australia 1:46,57                                                       | Alessandro Ragaini · Italia · 1:47,28                                                          | Anders McAlpine Australia 1:47,94                                                          |
| 400 m libre (04.09)       | Petar Mitsin Bulgaria 3:46,49                                                         | Alessandro Ragaini · Italia · 3:46,66                                                          | Filippo Bertoni · Italia · 3:48,73                                                         |
| 800 m libre (06.09)       | Kuzey Tunçelli Turquía 7:48,75                                                        | Petar Mitsin Bulgaria 7:49,36                                                                  | Zhang Zhanshuo China 7:50,03                                                               |
| 1500 m libre (09.09)      | Kuzey Tunçelli Turquía 14:59,80                                                       | Kim Jun-woo Corea del Sur 15:01,94                                                             | Zhang Zhanshuo China 15:11,94                                                              |
| 50 m espalda (07.09)      | Miroslav Knedla · República Checa · 24,80                                             | Oleksandr Zheltiakov · Ucrania · 24,91                                                         | Ulises Saravia Argentina 25,02                                                             |
| 100 m espalda (05.09)     | Oleksandr Zheltiakov · Ucrania · 53,73                                                | Miroslav Knedla · República Checa · 54,01                                                      | Christian Bacico · Italia · 54,08                                                          |
| 200 m espalda (09.09)     | Oleksandr Zheltiakov · Ucrania · 1:56,13                                              | Daniel Diehl Estados Unidos 1:58,93                                                            | Christian Bacico · Italia · 1:59,33                                                        |
| 50 m braza (09.09)        | Felix Viktor Iberle Indonesia 27,39                                                   | Jonas Gaur Dinamarca 27,55                                                                     | Watson Nguyen Estados Unidos 27,85                                                         |
| 100 m braza (05.09)       | Joshua Chen Estados Unidos 1:00,70                                                    | Yamato Okadome Japón 1:01,20                                                                   | Watson Nguyen Estados Unidos 1:01,22                                                       |
| 200 m braza (07.09)       | Adam Mak Sai-ting Hong Kong 2:11,84                                                   | Jordan Willis Estados Unidos 2:12,07                                                           | Riku Yamaguchi Japón 2:12,13                                                               |
| 50 m mariposa (08.09)     | Casper Puggaard Dinamarca 23,50                                                       | Lukas Edl · Austria · 23,89                                                                    | Thomas Pattison Australia 23,95                                                            |
| 100 m mariposa (06.09)    | Casper Puggaard Dinamarca 52,30                                                       | Wang Xizhe China 52,65                                                                         | Lukas Edl · Austria · 52,68                                                                |
| 200 m mariposa (09.09)    | Wang Xizhe China 1:56,22                                                              | Petar Mitsin Bulgaria 1:56,73                                                                  | Alessandro Ragaini · Italia · 1:57,79                                                      |
| 200 m estilos (05.09)     | Maximus Williamson Estados Unidos 1:57,29                                             | Daniel Diehl Estados Unidos 1:58,62                                                            | Lorne Wigginton · Canadá · 1:59,44                                                         |
| 400 m estilos (08.09)     | Tomoyuki Matsushita Japón 4:10,97                                                     | Zhang Zhanshuo China 4:12,44                                                                   | Lorne Wigginton · Canadá · 4:12,81                                                         |
| 4 × 100 m libre (04.09)   | Estados Unidos Daniel Diehl Maximus Williamson Hudson Williams Jason Zhao 3:15,49 RMJ | Australia Edward Sommerville Marcus William da Silva Anders McAlpine Flynn Southam 3:16,69     | Canadá · Filip Senc-Samardzic · Paul Dardis · Antoine Sauve · Aiden Norman · 3:17,34       |
| 4 × 200 m libre (07.09)   | Estados Unidos Maximus Williamson Lucas Cooper Jason Zhao Daniel Diehl 7:09,03        | China Wang Xizhe Ji Yicun Liu Wudi Zhang Zhanshuo 7:13,37                                      | Australia Anders McAlpine Edward Sommerville Marcus William da Silva Flynn Southam 7:16,02 |
| 4 × 100 m estilos (09.09) | Estados Unidos Daniel Diehl Joshua Chen Jacob Wimberly Maximus Williamson 3:35,98     | Italia · Christian Bacico · Christian Mantegazza · Daniele Momoni · Davide Passafaro · 3:38,00 | China Jiang Chenglin Zhang Zhanshuo Wang Xizhe Ji Yicun 3:39,81                            |

### Femenino
| Evento                    | Oro                                                                           | Plata                                                                                    | Bronce                                                                                     |
| ------------------------- | ----------------------------------------------------------------------------- | ---------------------------------------------------------------------------------------- | ------------------------------------------------------------------------------------------ |
| 50 m libre (09.09)        | Olivia Wunsch Australia 24,59                                                 | Annam Olasewere Estados Unidos 24,95                                                     | Hannah Casey Australia 25,07                                                               |
| 100 m libre (06.09)       | Olivia Wunsch Australia 53,71                                                 | Milla Jansen Australia 54,08                                                             | Anna Moesch Estados Unidos 54,69                                                           |
| 200 m libre (09.09)       | Addison Sauickie Estados Unidos 1:58,09                                       | Julie Brousseau · Canadá · 1:58,10                                                       | Leah Hayes Estados Unidos 1:58,19                                                          |
| 400 m libre (07.09)       | Jamie Perkins Australia 4:05,72                                               | Madi Mintenko Estados Unidos 4:08,06                                                     | Addison Sauickie Estados Unidos 4:08,94                                                    |
| 800 m libre (05.09)       | Kayla Han Estados Unidos 8:29,66                                              | Mao Yihan China 8:33,66                                                                  | Agostina Hein Argentina 8:33,90                                                            |
| 1500 m libre (08.09)      | Kate Hurst Estados Unidos 16:09,37                                            | Ruka Takezawa Japón 16:18,68                                                             | Mao Yihan China 16:18,76                                                                   |
| 50 m espalda (08.09)      | Iona Anderson Australia 28,01                                                 | Erika Pelaez Estados Unidos 28,07                                                        | Jaclyn Barclay Australia 28,14                                                             |
| 100 m espalda (05.09)     | Jaclyn Barclay Australia 59,47                                                | Iona Anderson Australia 59,88                                                            | Erika Pelaez Estados Unidos 59,94                                                          |
| 200 m espalda (06.09)     | Teagan O'Dell Estados Unidos 2:08,09                                          | Jojo Ramey Estados Unidos 2:10,18                                                        | Bella Grant Australia 2:11,24                                                              |
| 50 m braza (05.09)        | Eneli Jefimova Estonia 30,42                                                  | Monique Wieruszowski Nueva Zelanda 30,68                                                 | Piper Enge Estados Unidos 30,74                                                            |
| 100 m braza (07.09)       | Alexanne Lepage · Canadá · 1:06,58                                            | Eneli Jefimova Estonia 1:06,84                                                           | Jimena Ruiz · España · 1:07,25                                                             |
| 200 m braza (09.09)       | Alexanne Lepage · Canadá · 2:24,70                                            | Mina Nakazawa Japón 2:25,57                                                              | Eneli Jefimova Estonia 2:26,29                                                             |
| 50 m mariposa (07.09)     | Leah Shackley Estados Unidos 26,20                                            | Lana Pudar Bosnia y Herzegovina 26,26                                                    | Olivia Wunsch Australia Mizuki Hirai Japón 26,53                                           |
| 100 m mariposa (09.09)    | Lana Pudar Bosnia y Herzegovina 57,77                                         | Leah Shackley Estados Unidos 58,29                                                       | Mizuki Hirai Japón 58,35                                                                   |
| 200 m mariposa (05.09)    | Lana Pudar Bosnia y Herzegovina 2:07,20                                       | Bella Grant Australia 2:08,97                                                            | Paola Borrelli · Italia · 2:10,89                                                          |
| 200 m estilos (07.09)     | Leah Hayes Estados Unidos 2:10,24                                             | Haley McDonald Estados Unidos 2:13,18                                                    | Julie Brousseau · Canadá · 2:13,74                                                         |
| 400 m estilos (04.09)     | Leah Hayes Estados Unidos 4:36,84                                             | Ella Christina Jansen · Canadá · 4:37,35                                                 | Julie Brousseau · Canadá · 4:38,45                                                         |
| 4 × 100 m libre (08.09)   | Australia Milla Jansen Hannah Casey Jaimie de Lutiis Olivia Wunsch 3:36,52    | Estados Unidos Leah Hayes Ana Moesch Addison Sauickie Erika Pelaez 3:37,71               | Canadá · Julie Brousseau · Ella Christina Jansen · Mia West · Sienna Angove · 3:40,40      |
| 4 × 200 m libre (04.09)   | Estados Unidos Addison Sauickie Leah Hayes Lynsey Bowen Madi Mintenko 7:52,48 | Australia Jamie Perkins Hannah Casey Jaimie de Lutiis Amelia Weber 7:52,68               | Canadá · Julie Brousseau · Sienna Angove · Ella Cosgrove · Ella Christina Jansen · 7:53,09 |
| 4 × 100 m estilos (09.09) | Australia Jaclyn Barclay Hayley Mackinder Isabella Boyd Olivia Wunsch 4:00,86 | Canadá · Delia Lloyd · Alexanne Lepage · Ella Christina Jansen · Sienna Angove · 4:01,96 | Italia · Giada Gorlier · Francesca Zucca · Paola Borrelli · Sara Curtis · 4:03,34          |

### Mixto
| Evento                    | Oro                                                                                 | Plata                                                                                   | Bronce                                                                                          |
| ------------------------- | ----------------------------------------------------------------------------------- | --------------------------------------------------------------------------------------- | ----------------------------------------------------------------------------------------------- |
| 4 × 100 m libre (06.09)   | Australia Flynn Southam Edward Sommerville Olivia Wunsch Milla Jansen 3:24,29 RMJ   | Estados Unidos Maximus Williamson Jason Zhao Erika Pelaez Anna Moesch 3:25,59           | Canadá · Paul Dardis · Antoine Sauve · Julie Brousseau · Ella Christina Jansen · 3:29,14        |
| 4 × 100 m estilos (05.09) | Estados Unidos Teagan O'Dell Watson Nguyen Leah Shackley Maximus Williamson 3:45,62 | Australia Jaclyn Barclay Gideon Patrick Burnes Isabella Boyd Edward Sommerville 3:49,18 | Italia · Christian Bacico · Christian Mantegazza · Paola Borrelli · Matilde Biagiotti · 3:50,09 |

## Medallero
| Núm. | País                 | Oro | Plata | Bronce | Total |
| ---- | -------------------- | --- | ----- | ------ | ----- |
| 1    | Estados Unidos       | 15  | 11    | 7      | 33    |
| 2    | Australia            | 9   | 7     | 8      | 24    |
| 3    | Canadá               | 2   | 3     | 8      | 13    |
| 4    | Bosnia y Herzegovina | 2   | 1     | 0      | 3     |
| 4    | Dinamarca            | 2   | 1     | 0      | 3     |
| 4    | Ucrania              | 2   | 1     | 0      | 3     |
| 7    | Turquía              | 2   | 0     | 0      | 2     |
| 8    | China                | 1   | 4     | 4      | 9     |
| 9    | Japón                | 1   | 3     | 3      | 7     |
| 10   | Bulgaria             | 1   | 2     | 0      | 3     |
| 11   | Estonia              | 1   | 1     | 1      | 3     |
| 12   | República Checa      | 1   | 1     | 0      | 2     |
| 13   | Hong Kong            | 1   | 0     | 0      | 1     |
| 13   | Indonesia            | 1   | 0     | 0      | 1     |
| 13   | Trinidad y Tobago    | 1   | 0     | 0      | 1     |
| 16   | Italia               | 0   | 4     | 8      | 12    |
| 17   | Austria              | 0   | 1     | 1      | 2     |
| 18   | Corea del Sur        | 0   | 1     | 0      | 1     |
| 18   | Nueva Zelanda        | 0   | 1     | 0      | 1     |
| 20   | Argentina            | 0   | 0     | 2      | 2     |
| 21   | España               | 0   | 0     | 1      | 1     |
|      | TOTAL                | 42  | 42    | 43     | 127   |